# Фюльрен
Фюльре́н (фр. Fulleren) — коммуна на северо-востоке Франции в регионе Гранд-Эст (бывший Эльзас — Шампань — Арденны — Лотарингия), департамент Верхний Рейн, округ Альткирш, кантон Мазво. До марта 2015 года коммуна административно входила в состав упразднённого кантона Ирсенг (округ Альткирш).
Площадь коммуны — 5,31 км², население — 335 человек (2006) с тенденцией к стабилизации: 336 человек (2012), плотность населения — 63,3 чел/км².

## Население
Численность населения коммуны в 2011 году составляла 334 человека, а в 2012 году — 336 человек.
| 1962 | 1968 | 1975 | 1982 | 1990 | 1999 | 2004 | 2006 | 2009 | 2011 | 2012 |
| ---- | ---- | ---- | ---- | ---- | ---- | ---- | ---- | ---- | ---- | ---- |
| 272  | 259  | 244  | 285  | 290  | 331  | 340  | 335  | 336  | 334  | 336  |

Динамика населения:

## Экономика
В 2010 году из 223 человек трудоспособного возраста (от 15 до 64 лет) 154 были экономически активными, 69 — неактивными (показатель активности 69,1 %, в 1999 году — 72,8 %). Из 154 активных трудоспособных жителей работали 146 человек (82 мужчины и 64 женщины), 8 числились безработными (4 мужчины и 4 женщины). Среди 69 трудоспособных неактивных граждан 23 были учениками либо студентами, 24 — пенсионерами, а ещё 22 — были неактивны в силу других причин.
На протяжении 2011 года в коммуне числилось 135 облагаемых налогом домохозяйств, в которых проживало 328 человек. При этом медиана доходов составила 22309 евро на одного налогоплательщика.

## Достопримечательности (фотогалерея)

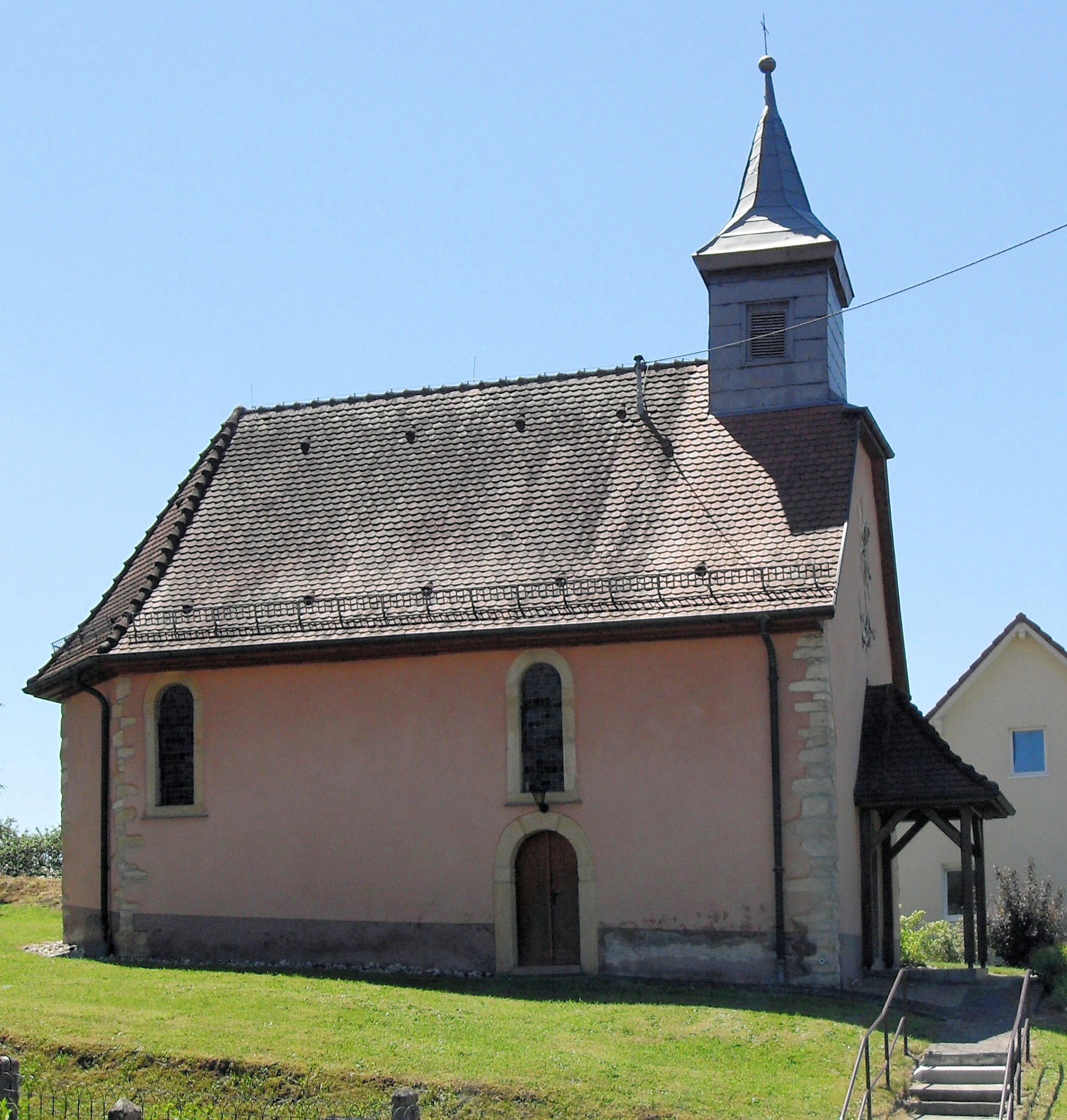
Церковь Сен-Мишель